# 中村公園駅
中村公園駅（なかむらこうえんえき）は、愛知県名古屋市中村区豊国通1丁目にある、名古屋市営地下鉄東山線の駅である。駅番号はH04。

## 歴史
- 1969年（昭和44年）4月1日：当駅 - 名古屋間開業により設置[2]。始発駅であった[2]。
- 1976年（昭和51年）6月25日：駅付近に自転車駐車場が整備され、開場する[3]。
- 1982年（昭和57年）9月21日：高畑 - 当駅間が開業し、途中駅となる[2][4]。
- 2010年（平成21年）3月1日：駅周辺の無料駐輪場が有料駐輪場となる。
- 2011年（平成23年）2月11日：manaca運用開始。
- 2015年（平成27年）9月28日：可動式ホーム柵使用開始。

## 駅構造

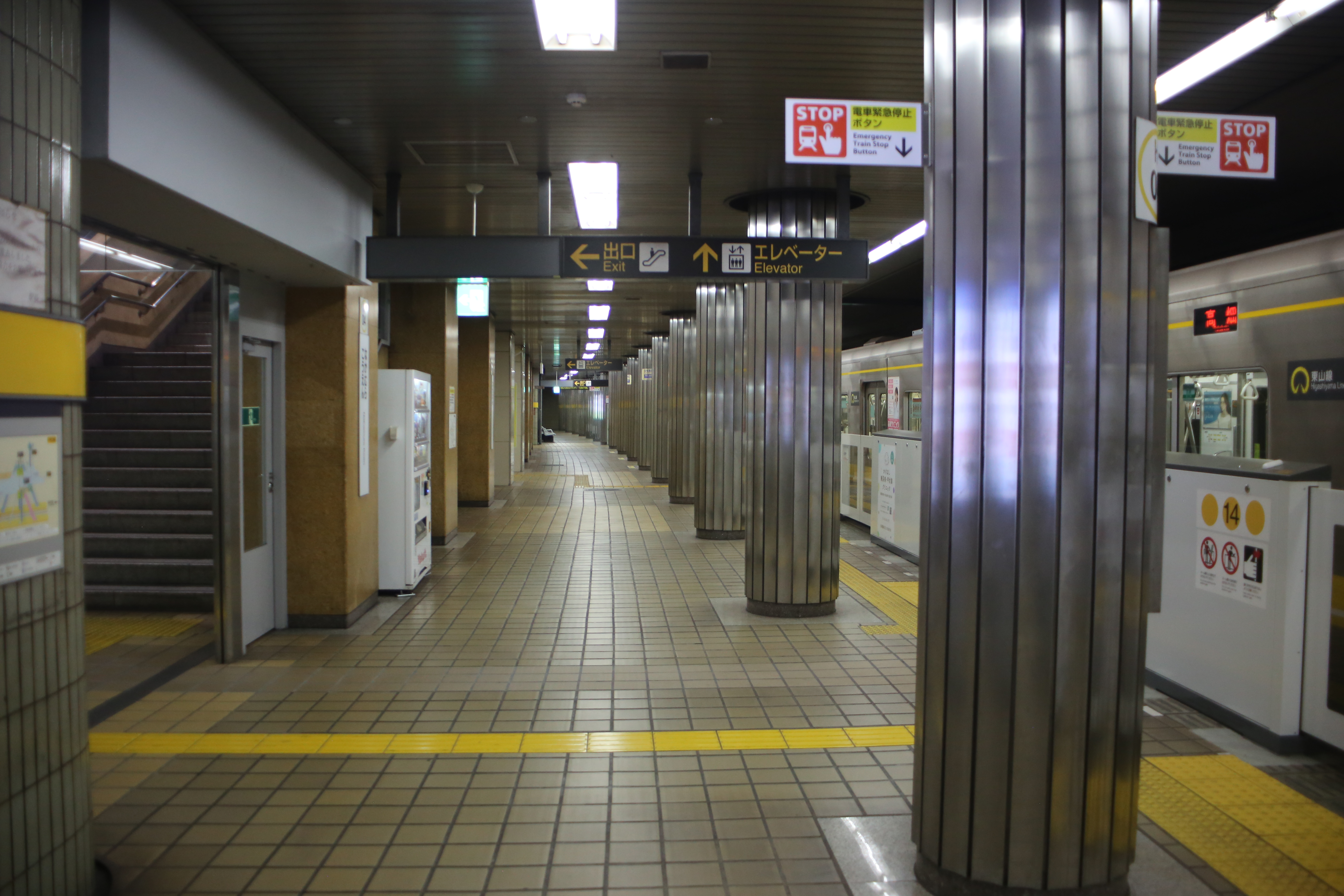
東山線ホーム（2021年）

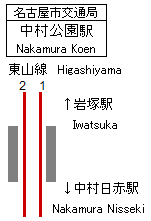
配線図

相対式ホーム2面2線を持つ地下駅で可動式ホーム柵が設置されている。改札口は東改札口と西改札口の2ヶ所で、それぞれ1番ホームと2番ホームに繋がっている。改札内に両ホームを連絡する通路は存在しないので注意が必要である。これは同様の構造を持つ本陣駅についても同様である。エレベーターは各ホームに1台ずつ設置されている。エスカレーターも設置（1番ホームは下り1台　2番ホームは上り2台）。駅の開業と同時にバスターミナルが併設された。ホームは南から北東に向かって、大きくカーブしている。開業から高畑延伸までは岩塚方に両渡り線があり、当駅終着の列車は藤が丘駅と同様に一旦現在の本線に引き上げ、始発列車として再び入線していた。
2017年（平成29年）7月18日より、西改札外に「ローソン名古屋地下鉄中村公園駅店」が設置されている（かつては「サークルKミニ名古屋中村公園店」があったが、契約満了のため2017年（平成29年）3月13日に閉店した）。元々東山線の起点であったこともあり、改札外には小さな地下街の跡がある。
当駅は、東山線駅務区名古屋管区駅の管轄である。尚、駅業務は2016年（平成28年）4月1日より縁エキスパート株式会社へ委託されている。

### のりば
| ホーム | 路線   | 行先                   |
| ------ | ------ | ---------------------- |
| 1      | 東山線 | 名古屋・栄・藤が丘方面 |
| 2      | 東山線 | 高畑方面               |

## 利用状況
2019年（令和元年）度の乗車人員は4,757,871人、同年度の1日平均乗車人員は13,000人である。
バスターミナルが整備されており、名鉄バスも乗り入れている関係で、市外の津島市、あま市、大治町方面からの利用客も少なくない。名古屋駅以西の東山線は全体的に利用客が少ないが、その中では最も利用客が多い駅である。また、桜通線が当駅を経由して大治・七宝方面へ延伸する計画があるが、着工には至っていない。
近年の年度別乗車人員の推移は下表のとおりである。
| 年度               | 乗車人員 | 乗車人員  |
| 年度               | 1日平均  | 年度毎    |
| ------------------ | -------- | --------- |
| 1987年（昭和62年） | 13,700   | 5,014,314 |
| 1988年（昭和63年） | 13,823   | 5,045,465 |
| 1989年（平成元年） | 14,300   | 5,219,631 |
| 1990年（平成02年） | 13,303   | 4,855,506 |
| 1991年（平成03年） | 14,065   | 5,147,931 |
| 1992年（平成04年） | 13,291   | 4,851,304 |
| 1993年（平成05年） | 13,499   | 4,927,192 |
| 1994年（平成06年） | 12,474   | 4,552,959 |
| 1995年（平成07年） | 12,692   | 4,645,099 |
| 1996年（平成08年） | 11,869   | 4,332,284 |
| 1997年（平成09年） | 11,461   | 4,183,386 |
| 1998年（平成10年） | 11,434   | 4,173,562 |
| 1999年（平成11年） | 11,017   | 4,032,396 |
| 2000年（平成12年） | 11,022   | 4,022,895 |
| 2001年（平成13年） | 11,288   | 4,120,097 |
| 2002年（平成14年） | 11,353   | 4,143,811 |
| 2003年（平成15年） | 12,163   | 4,451,595 |
| 2004年（平成16年） | 11,910   | 4,346,996 |
| 2005年（平成17年） | 12,063   | 4,403,053 |
| 2006年（平成18年） | 12,163   | 4,439,403 |
| 2007年（平成19年） | 11,955   | 4,375,528 |
| 2008年（平成20年） | 12,054   | 4,399,622 |
| 2009年（平成21年） | 11,428   | 4,171,195 |
| 2010年（平成22年） | 11,070   | 4,040,532 |
| 2011年（平成23年） | 10,792   | 3,949,869 |
| 2012年（平成24年） | 11,123   | 4,059,856 |
| 2013年（平成25年） | 11,444   | 4,177,136 |
| 2014年（平成26年） | 11,546   | 4,214,217 |
| 2015年（平成27年） | 11,901   | 4,355,813 |
| 2016年（平成28年） | 12,122   | 4,424,570 |
| 2017年（平成29年） | 12,594   | 4,596,777 |
| 2018年（平成30年） | 12,864   | 4,695,457 |
| 2019年（令和元年） | 13,000   | 4,757,871 |

## 駅周辺
- 中村公園バスターミナル[2]
- 中村公園
  - 豊国神社
  - 大鳥居（駅北側）
  - 常泉寺（豊臣秀吉誕生の地）
  - 妙行寺（加藤清正誕生の地）
  - 中村公園文化プラザ
    - 秀吉清正記念館
    - 名古屋市中村図書館
    - 名古屋市中村文化小劇場

  - 名古屋市中村スポーツセンター
  - 名古屋競輪場
- アオキスーパー中村店（旧・大鳥居ビルを建替え）
- 三菱UFJ銀行中村公園前支店
  - 三菱UFJ銀行中村支店
- 大垣共立銀行中村支店
- 三十三銀行中村公園前支店
- 岐阜信用金庫中村公園支店
- 十六銀行中村支店
- 太閤通（愛知県道68号名古屋津島線）
- 豊国通（名古屋市道豊国線）
- 鳥居通（名古屋市道鳥居線）
- 豊国神社参道線

## ギャラリー

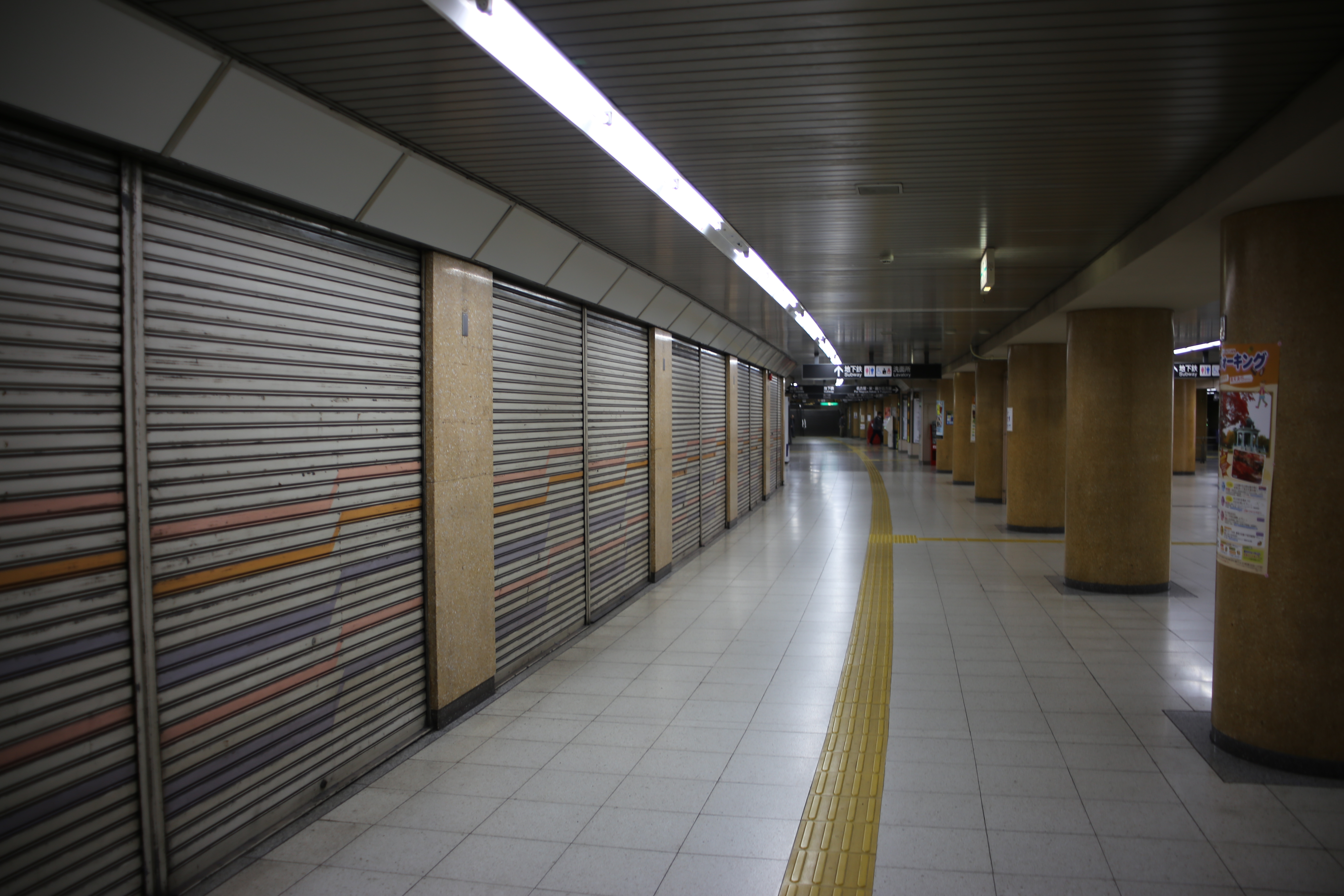
中村公園駅地下街
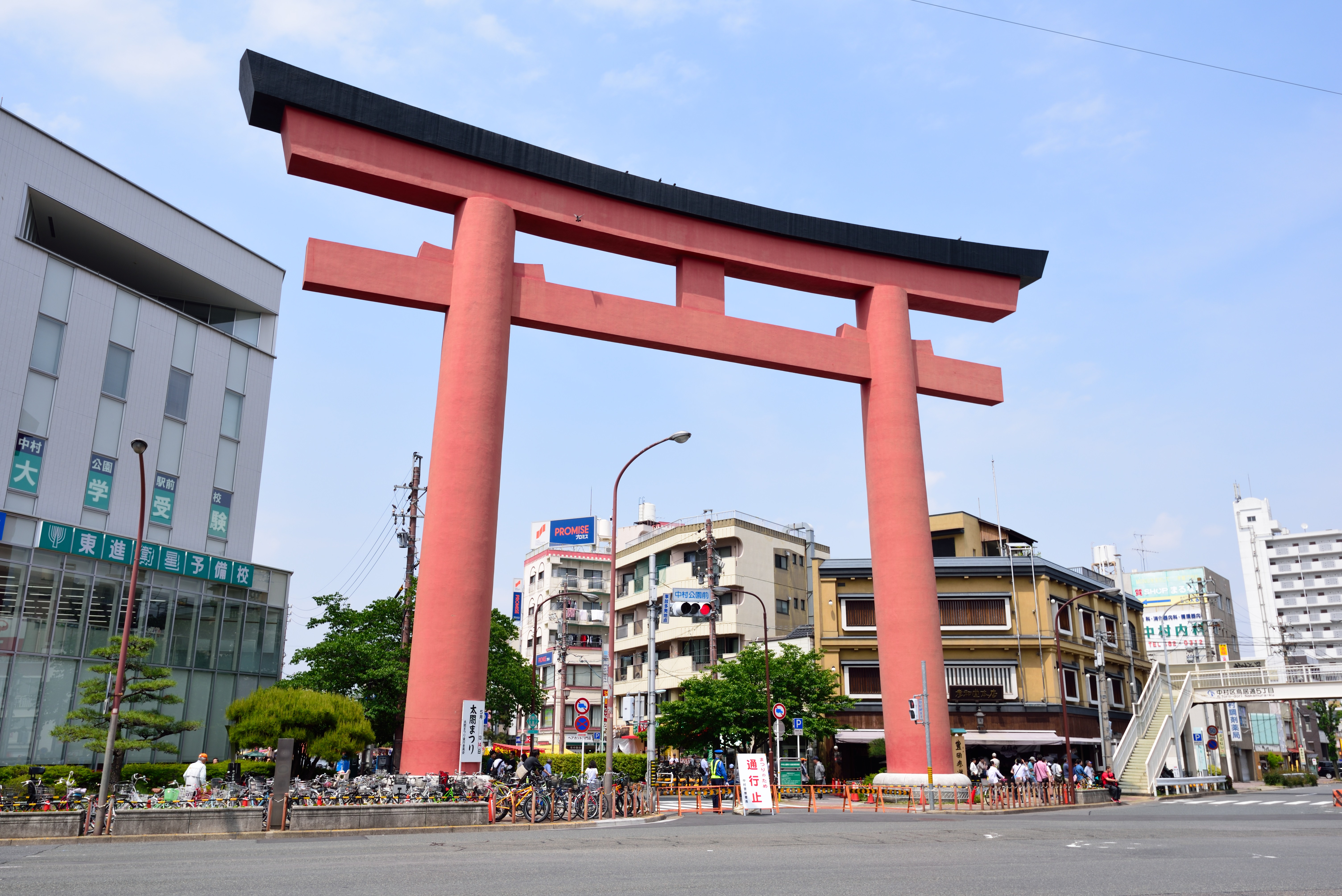
中村公園大鳥居
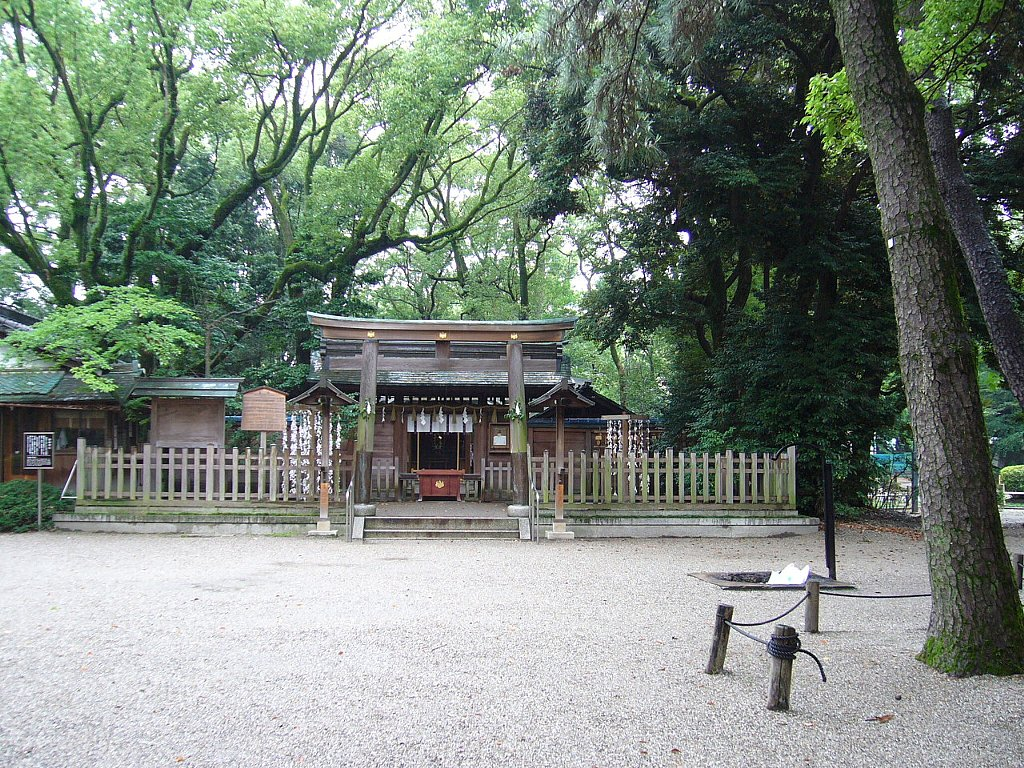
豊国神社

## 中村公園バスターミナル

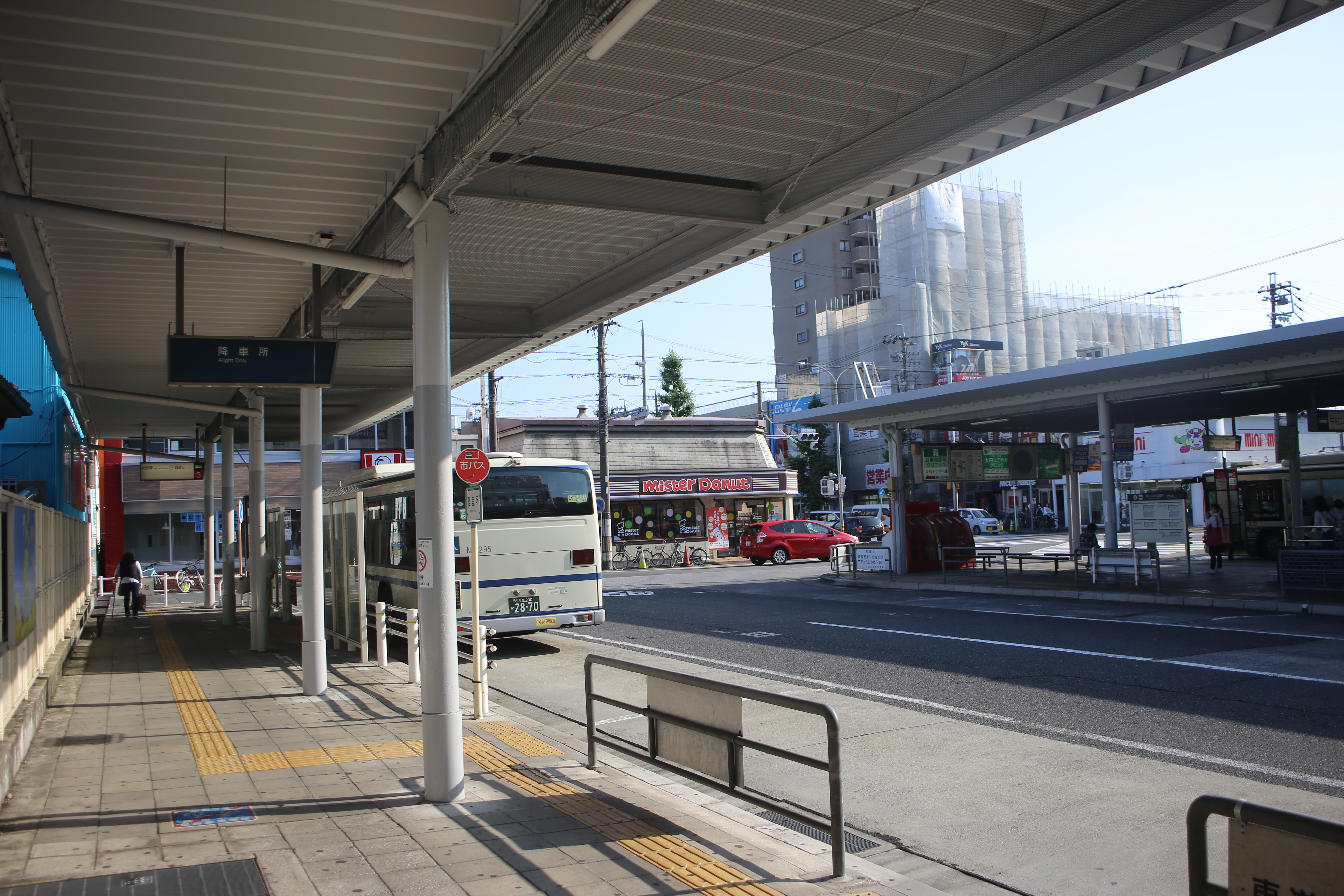
中村公園バスターミナル

### バス路線
名古屋市営バス：「中村公園」バス停
ターミナル内に3ヶ所、ターミナル外に6ヶ所乗り場がある。中村公園が起終点となる系統のみターミナルに乗り入れる。
- 幹栄2：栄 - 中村公園 - 新大正橋西
- 幹中村1：中村公園 - 戸田荘
- 名駅24：名古屋駅 - 中村公園 - 大治西条
- 中村11：中村公園 - 横井町・春田駅
- 中村12：中村公園 - 服部
- 中村13：稲西車庫 - 中村公園
- 中村14：中村公園 - 大治西条
- 深夜2：栄 - 中村公園 - 地下鉄高畑
- 稲.本：稲西車庫 - 中村公園 - 本陣

名鉄バス：「中村公園」バス停
名鉄バスは中村公園が起終点とはならないためターミナルに入らない。
- 【41】【44】：名鉄バスセンター - 中村公園 - 津島駅・大坪
- 【40】【43】：栄 - 中村公園 - 津島駅・大坪

## その他
自動券売機発行の乗車券の券面には、駅名がひらがな交じりで「なかむら公園」と印刷される。
駅周辺の駐輪場は2009年（平成21年）3月1日から有料駐輪場となった。
条例で駅周辺は自転車放置禁止区域に指定されており、自転車は有料駐輪場にとめる必要がある。また、放置防止のバリケードや放置自転車で歩道が狭くなっており、気を付けて通行する必要がある。

## 隣の駅
名古屋市営地下鉄
 東山線
岩塚駅 (H03) - 中村公園駅 (H04) - 中村日赤駅 (H05)
- ()内は駅番号を示す。